# Snakov
Snakov (węg. Szánkó) – wieś (obec) na Słowacji w kraju preszowskim, powiecie Bardejów. Pierwsze wzmianki o wsi pochodzą z roku 1543.